# Anatoli Petrovich Bogdanov
Anatoli Petrovich Bogdanov (transliteración del ruso: Анато́лий Петро́вич Богда́нов 13 de octubre de 1834 – 28 de marzo de  1896) fue un zoólogo y antropólogo, nacido en el Governorato de Vorónezh en Rusia del sur.
En 1855, se graduó por el Departamento de ciencias naturales en la Universidad de Moscú, después siguió su educación en varios museos de historia naturales por varias partes de Europa. Durante este periodo de tiempo también presencia conferencias de zoólogos eminentes como Isidore Geoffroy Saint-Hilaire (1805–1861) y Émile Blanchard (1819–1900). En 1858 regresó a Moscú, donde realizó trabajos de posgraduado y ayudó establecer un Departamento de zoología. En 1861 fue Jefe del Departamento de zoología, convirtiéndose más adelante en director del museo zoológico en Moscú (1863), una posición mantenida por el resto de su vida.
Era conocido por sus habilidades organizativas, y llegó a ser un factor importante en la fundación de los jardines zoológicos en Moscú, así como en el establecimiento de numerosas sociedades científicas, como la Sociedad de Devotos de Ciencia Natural, Antropología, y Etnografía (en ruso: Императорское общество любителей естествознания, антропологии и этнографии: Императорское общество любителей естествознания, антропологии и этнографии).
Esta sociedad se fundó en 1863 con el objetivo de extender el conocimiento científico a los rusos; creando una atmósfera donde los profesionales y los aficionados podrían trabajar juntos en su amor a las ciencias naturales. A través de esta institución, Bogdanov fue capaz de obtener dinero y recursos para crear una Exposición Etnográfica rusa (en ruso: Всероссійская этнографическая выставка: Всероссійская этнографическая выставка), que se inauguró en abril de 1867. Esa exposición constó de dioramas con centenares de maniquíes que representaban 60 grupos étnicos que poblaron el imperio ruso).
También es conocido por traducir del alemán y del francés textos de zoología y entomología al ruso.
Falleció en Moscú.